# تنورة جينز

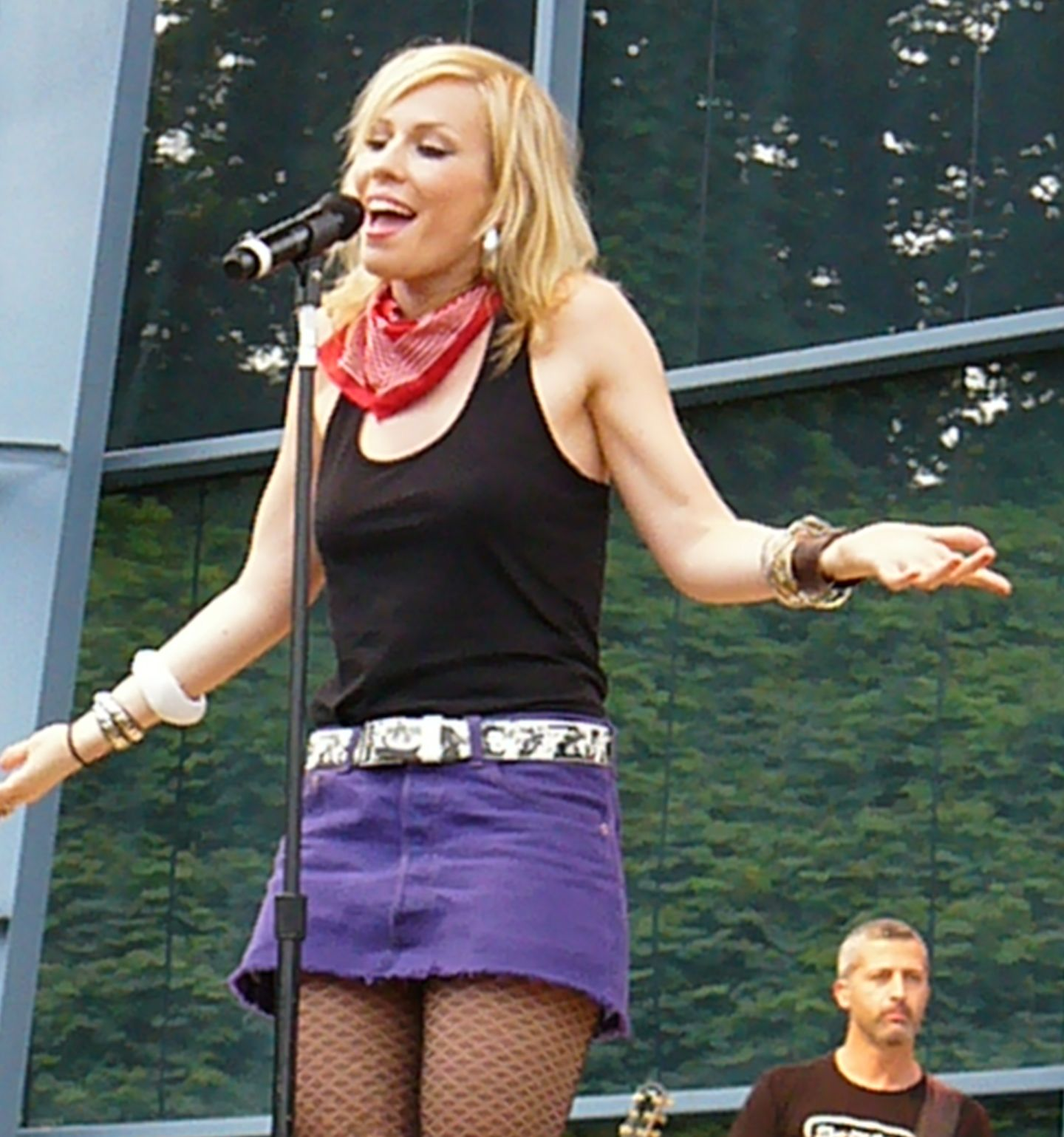
تنورة جينز.

تنورة الجينز (بالإنجليزية: Jean skirt)‏ أو المعروفة باسمها الشائع تنورة الدِنيم، ويأتي الاسم من نوع المادة المصنوعة منها التنورة وهي مادة الدينم ذات اللون الأزرق المشابه لبنطال الجينز، وتكون قصيرة تصل للفخذ يتم ارتدائها بكثرة في المجتمع الغربي.